# Argyrochosma formosa
Argyrochosma formosa (llamado culantrillo al igual que muchas otras especies) es un helecho de la familia Pteridaceae, subfamilia Cheilanthoideae; el nombre del género proviene del griego “argyros” (plata) y “chosma” (polvo), haciendo referencia a la presencia de almidón polvoso en las hojas, mientras que el nombre de la especie (A. formosa), significa “hermoso(a)”.

## Clasificación y descripción
Rizoma: horizontales, compactos, con escamas pardas a naranja oscuras de forma linear;  frondes: de hasta 40 cm de largo, dispuestas en forma de manojo; pecíolo: de 1/4 a 1/2 del largo de la fronda, de color púrpura obscuro a negro, sin pelillos; lámina: de forma deltada a ovado-laceolado, tri o cudaripinnadas; raquis: prismático cuadrangular; pinnas: de 6 a 9 pares, alternadas o subopuestas, de color verde grisáceo, el color oscuro del raquis se detiene de manera abrupta donde empiezan las pinnas; soros: de forma elongada, formando una banda lateral en las pinnas; indusio: los márgenes de las pinnas se curvan hacia abajo para proteger los soros.

## Distribución
Desde el noreste de México hasta Centroamérica en Guatemala, no ocurre en los estados del noroeste del país.

## Hábitat
Terrestre, prefiere sitios semiáridos o áridos en lomeríos, matorrales de diversos tipos.

## Estado de conservación
No se encuentra sujeta a ningún estatus de conservación.